# فرودگاه اتبوی
فرودگاه اتبوی (به انگلیسی: Athboy Aerodrome) (به زبان بومی: Ballyboy Airfield) یک فرودگاه است که یک باند فرود چمن دارد و طول باند آن ۴۰۰ متر است. این فرودگاه در کشور ایرلند قرار دارد و در ارتفاع ۷۰ متری از سطح دریا واقع شده‌است.